# Chemotyp

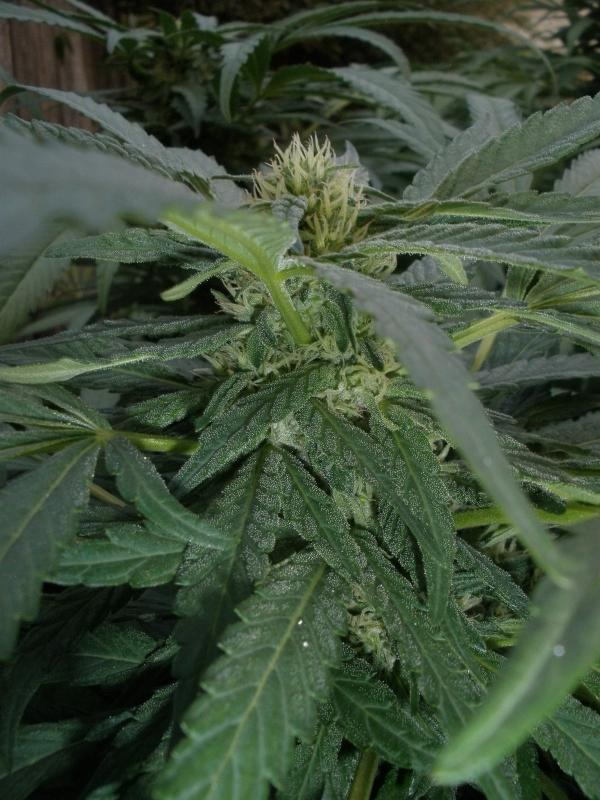
Cannabis indica jest chemotypem wyróżnianym niekiedy w randze gatunku

Chemotyp – fenotyp chemiczny, wyrównany nie ze względu na obecność lub stężenie specyficznych metabolitów wtórnych. Czynniki genetyczne i epigenetyczne mogą nie wiązać się z określonymi cechami morfologicznymi – morfotypem lub anatomicznymi lecz powodować wystąpienie unikalnych cech chemicznych organizmu. Pojęcie zostało zastosowane po raz pierwszy przez Rolfa Santessona i jego syna Johana w roku 1968 w odniesieniu do roślin. Współcześnie termin stosowany jest także w odniesieniu do mikroorganizmów.
Wyróżnianie chemotypów roślin ma znaczenie w farmacji, przy wykorzystywaniu substancji aktywnych pochodzenia roślinnego. Obecność i stężenie takiej substancji decyduje o właściwościach leczniczych preparatów ziołowych. Określenie chemotypu jest również wykorzystywane w badaniach taksonomicznych. Skład chemiczny może być podstawą wyróżnienia odrębnych taksonów. Analiza zawartości kannabinoidów w Cannabis potwierdza koncepcję wyróżniania gatunku C. sativa i C. indica. Ze względu na wykorzystanie kannabinoidy w przemyśle farmaceutycznym chemotypy o wysokiej zawartości Δ (9)-tetrahydrokanabinolu i kanabidiolu są przedmiotem zainteresowania koncernów farmaceutycznych.
Poszukiwanie odpowiednich chemotypów może mieć na celu pozyskanie substancji zapachowych wykorzystywanych przez człowieka.
Wyróżnianie chemotypów jest ważne także ze względu na obronę roślin przed szkodnikami. Różne profile chemiczne mogą skutkować zróżnicowaniem wrażliwości upraw względem szkodników. Substancja pozwalająca wyróżnić chemotyp może być syntetyzowana u roślin po odebraniu sygnału o obecności roślinożercy.